# Nonni und Manni
Nonni und Manni war die ZDF-Weihnachtsserie des Jahres 1988 und entstand als Koproduktion zwischen Island, Norwegen und Deutschland auf Grundlage des gleichnamigen Buchs von Jón Sveinsson. Regisseur war Ágúst Guðmundsson.

## Inhalt
Die Geschichte spielt in Island im Jahr 1869. Der zwölfjährige Jón Sveinsson, genannt „Nonni“, und sein achtjähriger Bruder Manni leben gemeinsam mit Mutter und Großmutter auf einem Bauernhof Mödruvellir außerhalb von Akureyri. Der abenteuerlustige Nonni träumt von einem Leben als Seefahrer und sehnt sich nach seinem Vater Sven. Dieser hat die Familie acht Jahre zuvor verlassen, um in der Neuen Welt eine Existenz für seine Familie aufzubauen, jedoch seit vier Jahren keine Nachricht mehr gesandt. Diese Situation versucht der Kaufmann Magnus Hansson für sich auszunutzen, indem er Nonnis Mutter Sigrid, seine Jugendfreundin und langjährige Angebetete, dazu drängt, Sven für tot erklären zu lassen, um an seiner Stelle in die Familie einzuheiraten – zum Widerwillen der beiden Jungen, die den herablassenden und unsympathischen Händler nicht ausstehen können.
Eines Tages taucht der Weltreisende und Abenteurer Harald Helgasson auf, der der Familie die traurige Nachricht überbringt, dass Sven in Südamerika den Tod gefunden hat. Nonni und Manni schließen mit dem langjährigen Freund ihres Vaters Freundschaft und sehen in ihm schnell eine potentielle Vaterfigur, wodurch in Magnus Eifersucht und der Wunsch entstehen, den Fremden mit allen möglichen Mitteln loszuwerden. Die Gelegenheit ergibt sich, als Magnus sich mit einem riskanten Handelsgeschäft verspekuliert und dadurch bei dem ansässigen Bauern Sigurd in Zahlungsschwierigkeiten gerät. In einer Sturmnacht ermordet Magnus Sigurd und schiebt Harald die Tat in die Schuhe. Da Harald von dem skrupellosen Bauern kurz zuvor um seinen Arbeitslohn betrogen worden war und außerdem erkennt, dass das Wort eines „Fremden“ gegen das des Kaufherren Magnus Hansson keinen Bestand haben wird, taucht Harald unter und findet mit der Hilfe von Nonnis Freund Julli, einem ansässigen Schafhirten, Zuflucht in einer Höhle in den Bergen.

## Besetzung und Synchronisation
| Figur                   | Darsteller               | Synchronsprecher |
| ----------------------- | ------------------------ | ---------------- |
| Nonni Svensson          | Garðar Thór Cortes       | Marc Stachel     |
| Manni Svensson          | Einar Örn Einarsson      | Robin Cresswell  |
| Harald Helgasson        | Luc Merenda              | Klaus Kindler    |
| Sigrid Jonsdottir       | Lisa Harrow              | Sibylle Nicolai  |
| Magnus Hansson          | Stuart Wilson            | Frank Engelhardt |
| Großmutter              | Concha Hidalgo           | Maria Landrock   |
| Julius „Julli“ Gislason | Jóhann Gunnar Jóhannsson | Florian Halm     |
| Thorstein               | Klaus Grünberg           | Klaus Grünberg   |

## Drehorte
Aufnahmen für den Film entstanden bei den alten Häusern auf der Insel Flatey im Breiðafjörður. Der unbenannte Wasserfall, an dem einige Szenen spielen, wird jetzt nach dem Film benannt.

## Auszeichnungen
Die Deutsche Film- und Medienbewertung FBW in Wiesbaden verlieh der Serie das Prädikat wertvoll.